# Konstanz-Wollmatingen
Konstanz-Wollmatingen – przystanek kolejowy w Konstancji, w dzielnicy Wollmatingen, w kraju związkowym Badenia-Wirtembergia, w Niemczech.
| Konstanz-Wollmatingen      |  |                                        |
| Linia Hochrhein            |  |                                        |
| Reichenauodległość: 1,8 km |  | Konstanz-Fürstenberg odległość: 1,3 km |